# Heinz Holzmann
Heinz Holzmann (Mannersdorf, 1945. augusztus 15. –) osztrák nemzetközi labdarúgó-játékvezető.

## Pályafutása

### Nemzeti játékvezetés
1984-ben lett hazája legfelső szintű labdarúgó-bajnokságának játékvezetője. Az aktív nemzeti játékvezetéstől 1993-ban vonult vissza. Bundesligás mérkőzéseinek száma: 42.

### Nemzetközi játékvezetés
Az Osztrák labdarúgó-szövetség Játékvezető Bizottsága (JB) terjesztette fel nemzetközi játékvezetőnek, a Nemzetközi Labdarúgó-szövetség (FIFA) 1986-tól tartotta nyilván bírói keretében. Több nemzetek közötti válogatott és klubmérkőzést vezetett vagy partbíróként segítette működő társát.. Az osztrák nemzetközi játékvezetők rangsorában, a világbajnokság-Európa-bajnokság sorrendjében többedmagával a 30. helyet foglalja el 1 találkozó szolgálatával. Az aktív nemzetközi játékvezetéstől 1993-ban búcsúzott.

#### Európa-bajnokság
Az európai-labdarúgó torna döntőjéhez vezető úton Német Szövetségi Köztársaságba a VIII., az 1988-as labdarúgó-Európa-bajnokságra az UEFA JB játékvezetőként foglalkoztatta.
| Időpont           | Helyszín                  | Mérkőzés típusa           | Mérkőzés         | Eredmény | Nézők száma |
| ----------------- | ------------------------- | ------------------------- | ---------------- | -------- | ----------- |
| 1987. április 29. | Lansdowne Stadion, Dublin | előselejtező (7. csoport) | Írország–Belgium | 0 : 0    | 49 000      |

## Magyar vonatkozás
| Időpont           | Helyszín                    | Mérkőzés típusa | Mérkőzés             | Eredmény | Nézők száma |
| ----------------- | --------------------------- | --------------- | -------------------- | -------- | ----------- |
| 1988. március 26. | Heysel Stadion, Brüsszel    | felkészülési    | Belgium–Magyarország | 3 : 0    | 8 500       |
| 1990. március 20. | Üllői úti Stadion, Budapest | felkészülési    | Magyarország–Amerika | 2 : 0    | 9 000       |
| 1992. május 12.   | Népstadion, Budapest        | felkészülési    | Magyarország–Anglia  | 0 : 1    | 25 000      |